# 刘叔鹤
刘叔鹤（1911年—），女，北京人，中国统计学家、教育工作者，曾任中国统计学会副会长，第三、五、六、七届全国人大代表。